# 杉田曠機
杉田 曠機（すぎた こうき、1983年 - ）は、日本の書道家、現代美術家（アーティスト）。宮崎県宮崎市出身。旧名：杉田 廣貴。

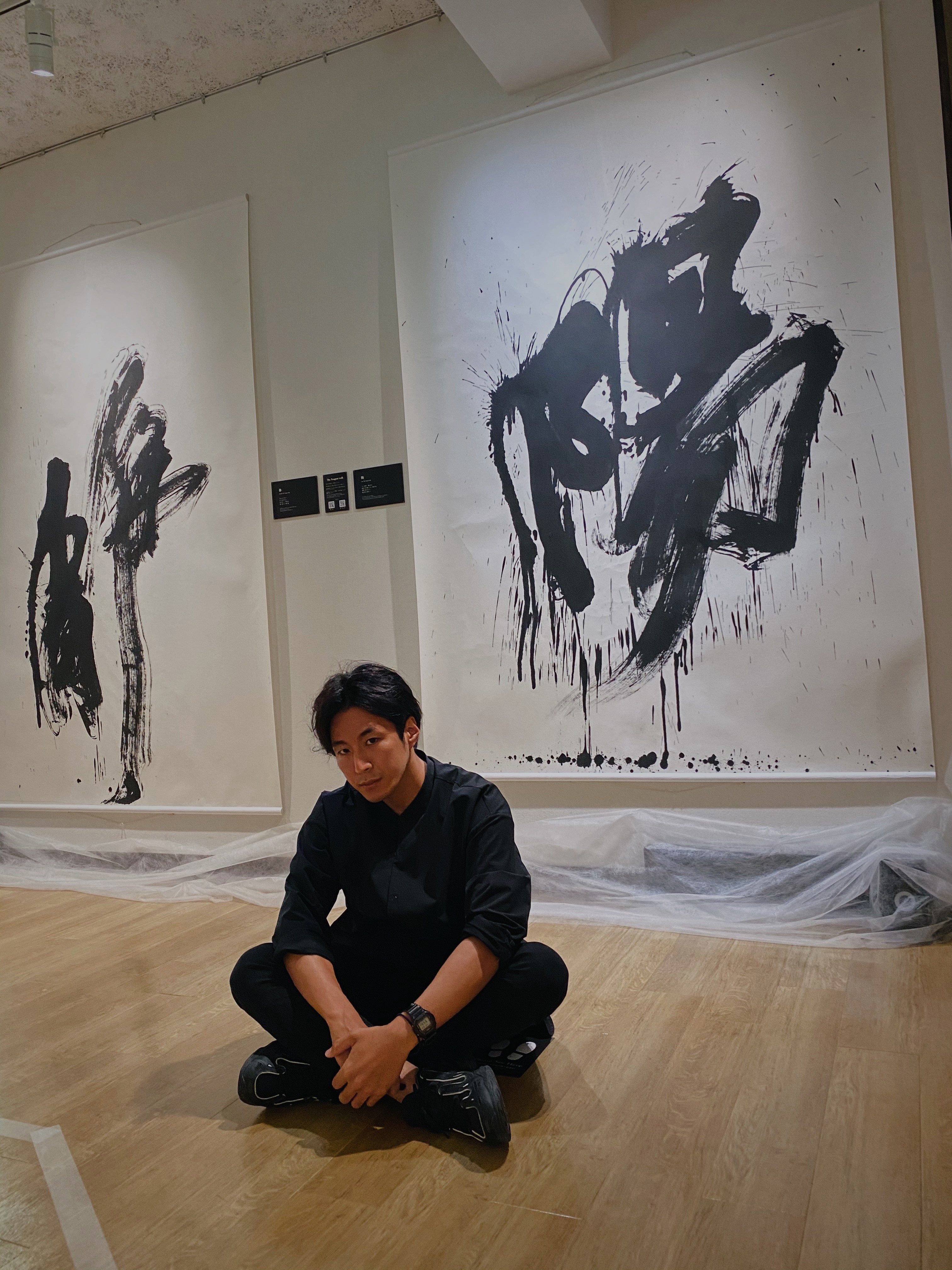
杉田 曠機のプロフィール画像

## 来歴
「和」の精神性探求をベースに、書道や芸術に昇華する現代アーティスト。神社仏閣にてお籠り制作や奉納を行なうなど、「和」の探求も欠かさない。米国美術館に３作品が伝統やアートのカテゴリーで収蔵されている。2017年にはニューヨークのアメリカン・フォーク・アート博物館にて、メトロポリタン・エンパイア賞を受賞。杉田の作品は、個人のコレクターだけでなく、ヒルトンワールドワイド、ヴァンクリーフ・アーペル、カルティエなど企業にも収められている。題字、ロゴ制作を始めとしたデザイン書道、個人宅や法人事務所や店舗内装飾の作品・社訓・インテリア書なども手掛けてきた。2019年には東武百貨店での個展のほか、G20 YEAサミットのオープニングアクトや、G20 FUKUOKAでの歓迎レセプションでの書道パフォーマンス、また小倉城の公認アンバサダーなども任されている。2023年に書道家としての活動名を杉田 曠機に改名している。

### 生い立ち
1983年、宮崎県に生まれる。幼少期（2歳 - 8歳）を福岡県筑紫野市で過ごす。
宮崎県立宮崎西高等学校、鹿児島大学工学部電気電子工学科を卒業。
6歳から高校までは剣道に打ち込む。全国中学校剣道大会（1997）に団体出場している。
2002年、19歳の時に1週間で2人の自殺を味わった事で、自分を変えることを決意。
2004年、詩を書く筆文字作家達と出会う。彼らの作品を通して、涙する客の姿をみていた時に死別した2人のことを思い出し、「この仕事なら、誰かの”生きる”になれるかもしれない」と思い、書く仕事に惹かれ始めた。杉田はウェブマガジンのインタビューで「文字を書く事」と「思いを伝える事」が、当時『最も苦手だったから始めた』と語っている。
2005年、22歳、路上で言葉（詩）を書くパフォーマンスをスタート。

#### 路上活動期
2005年9月 - 2007年1月まで、路上での活動を行なっている。「社会を地ベタから見たい」とホームレスしていた時期と、放浪していた時期がある。鹿児島から東京までを放浪しながら、路上でパフォーマンスを続けた。

#### 神社滞在期
2007年1月 - 同年9月までを、大浦諏訪神社に滞在し、作品制作。日本文化を学んだ。
前年末に長崎で書道パフォーマンスのオファーを受けた際、「杉田さんは、もっと日本文化を学んだほうがいい」というアドバイスがきっかけとなり、神社に滞在。８ヶ月間、大書揮毫（書道パフォーマンス）や道のスタイルを育んだ。

#### 下積み期
2008年1月 - 2012年末まで、個人サロンやイベント等に出展し、「筆詞 廣（ふでし こう）」名義で言葉を書く活動を行なう中、書道の業を研鑽。2009年に曾祖伯父が書家で福澤諭吉の師・白石照山だと知り、ルーツに恥じない生き方をしようと「書の道」を意識するようになった。また同時期に詩人活動で気付いた言葉の大切さや感動を届ける「言葉ギフト」プロジェクトを通して、命名書や結婚祝いなどのギフト事業も始めている。

#### 海外活動期
2013年12月 - 2015年12月、ニューヨークを皮切りにアメリカで個展や書道パフォーマンスで活動する。タイムズスクエア、在アメリカ日本国大使館JICC、セントピーターズバーグ大学などで個展やパフォーマンスを行なった。ロイター通信から取材。

#### その後
2015年 - 、日本をベースに神社仏閣への奉納を再開。2014年、アメリカでのパフォーマンスで、イラク戦争へ行った元兵士が「杉田の書く姿をみて、亡くなった仲間達へ祈ってくれているように感じた。」と御礼に帰還兵にしか渡されないメダルを受け取る。この体験を機に、自分が目指す世界観を見直し始めた。活動を通じて「道」と「世界観」を磨き続けている。
2016年にはアメリカの美術館（Leepa-Rattner Museum of Art）に３作品が収蔵。2017年、ヒルトンやヴァンクリーフ・アーペルなどの企業へも作品がコレクションされた。同年、ニューヨークのAmerican Folk Art Museumにてメトロポリタン・エンパイア賞を受賞。（Costanza Foundation）
2019年には、東武百貨店での個展、髙島屋の広報誌「タカシマヤサロン」からの取材のほか、G20 FUKUOKA、G20YEAサミットでの書道パフォーマンスのほか、UAEのアブダビで開催された世界最大規模の国際展示会にて書道パフォーマンスや日本文化のおもてなしを行うなど、日本を代表する書道家として出演。
2020年、コロナ禍で海外の仕事が全て無くなったが、書道と現代美術の見識を深めていた。大河ドラマ「いだてん」の金栗四三生家記念館にて、彼をイメージした作品を展示するなど活動は継続。富乃宝山や吉兆宝山で有名な西酒造株式会社のラベルや社訓、会社名などの文字をこの年から担当している。
それ以降、書道活動と並行して、現代美術家としての作品を本格的に発表。2021年には地方観光都市のアートイベント「アーティバース」のサブディレクターとしても活動。6mの彫刻作品も1年限定で太宰府市に設置した。作品について　その後も、GREEの新規DX事業のキーヴィジュアルに採用。データドリブンマーケティング GREE｜グリー株式会社 DX事業 辻仁成監督 映画「中洲のこども」な題字制作や世界水泳・アブダビへの書道パフォーマンス出演など、国内外で活躍を続けている。

## 作品

### 収蔵
- マニュライフ生命保険株式会社（2023年）
- 株式会社兼松KGK（2023年）
- レンテック大敬株式会社（2022年）
- ヒルトン・ワールドワイド（2017年）
- ヴァンクリーフ＆アーペル（2017年）
- Leepa-Rattner Museum of Art（2016年）
- 電通アメリカ（2014年）

### 作品採用
- コラボ - MSGR（2023年）
- コラボ - AIRPLANT（2023年）
- ギフト - 三菱商事株式会社（2023年）
- 内装壁画 - 026株式会社（2022年）
- コラボ - yuhaku（2021年）
- ギフト - カルティエ（2016年）
- 内装展示 - Sushi of Gari NYコロンバス店（2014年）
- 内装展示 - Sushi Sasabune Hawaii（2010年）

### 奉納（実演奉納）
- 世界平和祈念像（2020年）
- 浦上天主堂（2020年）
- 聖福寺（2019年）
- 観世音寺（2018年 - ）
- 福岡縣護国神社（2017年 - 、和プロジェクトTAISHI）
- 江ノ島神社（2016年）
- 生島足島神社（2016年）
- 太宰府天満宮（2015年、高千穂神楽）
- 荒立神社（2015年）
- 土井首大山祇神社（2007年）

### 大書揮毫（書道パフォーマンス）
- UAE アブダビ 石油・天然ガス 国際展示会（2023年）
- 世界水泳（2023年）
- マニュライフ生命株式会社 136周年記念パーティ（2023年）
- 株式会社兼松KGK 60周年パーティ（2023年）
- NTT TCリース株式会社 成績優秀者発表式典（2023年）
- レンテック大敬株式会社 50周年記念パーティ（2022年）
- 小倉城（2019年）
- UAE アブダビ 石油・天然ガス 国際展示会（2019年）
- G20 FUKUOKA 歓迎レセプション出演（2019年）
- G20 YEA Summit （2019年）
- 宮崎観光ホテル（2018年、宮崎県鳶土工業連合会50周年式典）
- 岩田屋（2018年、Zen）
- 国際平和映像祭（2017年、ユナイテッドピープル）
- 京都退蔵院（2017年、Van Cleef & Arpels）
- 九州国際観光広場（2016年）
- 東京アメリカンクラブ（2016年、EMK Dance Studio）
- タイムズスクエア（2015年、EMK Dance Studio）
- Dunedin Fine Art Center（2015年）
- ヒルトン福岡シーホーク（2015年、ヒルトン福岡5周年記念イベント）
- 博多リバレインホール（2014年、ファッションマスターズ）
- Safety Harbor Museum（2014年・2015年、East meets West）
- セントピーターズバーグ大学（2014年）
- 在アメリカ日本国大使館JICC（2014年）
- Globus Washitsu（2013年、VIP Party）
- J-LABO Brooklyn（2013年）
- 嘉穂劇場（2013年、Japan Marvelous公演）
- the bridge（2013年）
- 井筒屋（2012年）
- 国立文楽劇場（2010年、大川竜之介特別公演）
- チトセピアホール（2009年、かとうフィーリングアートバレエ）
- 西日本総合展示場（2009年、インポートフェア）
- 熊本城（2007年、熊本城築城400年記念祭）
- 長崎ブリックホール（2007年、ダンスエクスプレス）

### デザイン書道（ロゴ・題字）

#### 映画
- 中洲のこども（2023年公開、監督：辻仁成）
- 糸（2018年公開、主演：田中美里、企画：村岡克彦）[12][13]

#### イベント
- 西野亮廣独演会（2015年、2016年）[14]
- 今村嘉太郎特別公演『道成寺』（2015年）[15]
- 高千穂夜神楽 太宰府公演（2015年）
- 駿馬の如く （2014年、Japan Marvelous公演）

#### ロゴ・デザイン書道
- 横浜DeNAベイスターズ（2023年）
- GREE DX事業 キービジュアルとビジョン（2022年）
- 西酒造株式会社 ラベル、社訓、企業ロゴ全般（2020年〜）
- 小倉城 御城印（2020年）
- 経営力向上ラボ（2019年、NTT東日本）
- 鮨 石橋正和（2017年、東京銀座店）
- 和楽団 Japan Marvelous（2011年）

他多数

## 個展（グループ展）
- 2023年　企画展（POP UP GALLERY 福岡）
- 2022年 グループ展（NEO JAPAN 福岡）
- 2022年　グループ展（TOKYO SHODO WEEK 東京）
- 2022年 個展（GOLDFLOG 福岡）
- 2021年　企画展（ARTiVERS DAZAIFU 福岡）
- 2019年 個展（東武百貨店 船橋店）
- 2018年 企画展（East meets West 福岡）
- 2017年 企画展（East meets West リーパラトナー美術館/アメリカ）、２人展（J+B DEISGN NewYork/アメリカ）、特別展（Ossamu Gallery NewYork/アメリカ）、企画展（Paradise Found リーパラトナー美術館/アメリカ）、個展（ギャラリー別賓/大分）、グループ展（茶房わらび野/福岡）
- 2014年 個展（在アメリカ日本国大使館JICC/アメリカ）、２人展（セントピーターズバーグ大学/アメリカ）
- 2013年 個展（the bridge/大分）、個展（J-LABO Brooklyn/アメリカ）
- 2012年 個展（井筒屋/福岡）、グループ展（小倉城/福岡）
- 2011年 グループ展（ギャラリーおいし/福岡）
- 2009年 個展（植木紙店/山口）
- 2007年 個展（Indies Art Club/長崎）

## 受賞
- 2017年 - Metropolitan Empire Prize（American Folk Art Museum, NewYork）[16]

## 出演

### テレビ
- ニュースNEXT（2018年1月8日、MRT宮崎他）
- あるあるセブン（2018年1月1日、MRT宮崎）
- ロイター通信（2013年12月24日）[6]
- スーパーJチャンネル（2007年1月18日、テレビ朝日）

### 映像作品
- 電通世界会議オープニング映像（2014年）

### 紙媒体
- タカシマヤサロン（2019年）